# یواس‌اس کمبریج (۱۸۶۰)
یواس‌اس کمبریج (۱۸۶۰) (به انگلیسی: USS Cambridge (1860)) یک کشتی بود که طول آن ۲۰۰ فوت (۶۱ متر) بود. این کشتی در سال ۱۸۶۰ ساخته شد.